# Emily Galaviz
Emily Sarahí Galaviz Osuna (San Juan De Los Morros Estado Guárico, 18 de abril de 2007) es una cantante venezolana de música llanera, del género de los llanos venezolanos, reconocida por interpretar famosos temas de artistas del género.
Recibió su primer disco de oro en Spotify en Colombia, tras alcanzar los 4 millones de reproducciones. En YouTube su video más reproducido es el «Popurrí 01» el cual ya sobrepasó las 10 millones de vistas, consolidándose como uno de los videos de música llanera más reproducidos, y acumula más de 40 millones de vistas en esta plataforma. En sus redes sociales como Instagram, TikTok, Facebook y YouTube, acumula un total de más de 4,2 millones de seguidores, siendo la artista de música llanera más seguida en estas plataformas digitales.

## Biografía
Galaviz se ve influenciada en el género de la música criolla venezolana desde su infancia, esto debido a la cultura por la que vio rodeada. Inició su carrera profesional desde temprana edad, pero su notorio reconocimiento en la industria comenzó en el 2022, tras haber tenido una destacada participación en el programa Talento de Corazón Juvenil de TVES. El ascenso en su carrera llevó a conseguir un contrato con la productora Total Show Entertainment con la cual grabó su primer sencillo «Mi Triste Realidad». 
Galaviz usa temas propios de otros exponentes de la música llanera, pero les incluye cambios melódicos y rítmicos, lo que hace estos temas más atrayentes al oído de sus seguidores. El primero de estos temas fue el "Guayabo Zarandiao" (original de Mayra Tovar), incluido en el «Popurrí 01», que la catapultó a la fama en conjunto con su banda «Los Galaviez» formada por un grupo de jóvenes artistas, y luego a venido haciendo publicaciones parecidas que han destacado. También destaca el "Popurrí 02".
En septiembre de 2024 inició lo que fue su primera gira nacional. Y en diciembre realizó junto a las también cantantes Araima Amezquita y Yennifer Mora un tour llamado «Las Divas del Folklore» por diferentes ciudades de Estados Unidos.

## Discografía

### Sencillos
| Año  | Título                    | Compositor                   | Discográfica             |
| 2024 | Guayabo Zarandiao         | Carlos Cumarín               | Total Show Entertainment |
| 2024 | Mi Triste Realidad        | Jean Ochoa                   | Total Show Entertainment |
| 2024 | Ni que me pongas amarres  | Emily Galaviz y Yenifer Mora | Total Show Entertainment |
| 2024 | Llano Querido             | José Miguel Chuello          | Total Show Entertainment |
| 2024 | Mi Forma de Amar          | Emily Galaviz                | Total Show Entertainment |
| 2024 | Por Los Caminos del llano | Cesar Orellana               | Total Show Entertainment |
| 2024 | La Centella               | Raniero Palm                 | Total Show Entertainment |
| 2025 | Aguacero                  | Emily Galaviz                | Total Show Entertainment |
| 2025 | La Reina del Llano        | Emily Galaviz                | Total Show Entertainment |
| 2025 | Yo si sé                  | Emily Galaviz                | Total Show Entertainment |
| 2025 | Un Ángel                  | Emily Galaviz                | Total Show Entertainment |

### EP
| Año  | Título                    | Compositor | Temas incluidos |
| 2024 | Popurrí 01                | Carlos Cumarín, Hugo Blanco, Ivan José Rodriguez, Juan Vicente Torrealba, Julio Pantoja, Rafael Perez, Rafael Giménez, Ángel Custodio Loyola                        | La Vecina; Guayabo Zarandiao; El Gabancito; Tu Alma y la Mía; Tierra negra; De Moda que Si; Mi Sombrero                                                                                   |
| 2024 | Popurrí 02                | Abraham Nieves, Cholo Valderrama, Cristóbal Jiménez, El Carrao De Palmarito, Francisco Montoya, Hugo Blanco, Julio César Sánchez, Nelson Morales, Reyna Lucero      | Hazañas De Un Llanero; El Hombre Que Tanto Amé; Por Ese Suspiro; Juanita; Mi Caballo Y Yo; Kirpa Altanera; Chipola Del Siglo XX; Catira Marmoleña; Gabán Peligroso;Dónde Están Los Gallos |
| 2024 | Popurrí 03 - Patio Sonoro | Felix Romero, Salvador Gamboa, Vito Difrisco, Wilmer Tovar, Rummy Olivo, Guillermo Hernandez, Marcos Eduardo Hernandez, Hugo Blanco, Victor Castillo, Rafael Molina | Cuando Hay Amor; Fiesta Venezolana; Te Lo Juro; Tiempo De Agua En La Llanura; Llegó El Joropo; Luna De Capanaparo; No Me Corra Cantinero; Les Llegó La Guillotina                         |

## Giras
| Año         | Tour                       | Lugares |
| ----------- | -------------------------- | --- |
| Principales |                            | |
| 2024        | Emily Galaviz y sus amigos | - Barquisimeto - Valencia - Maracay - La Guaira - Caracas                                                       |
| 2024        | Las Divas de folklore      | - Miami - Atlanta - Austin - Phoenix - Salt Lake City - Dallas - Orlando - Tampa - Houston - Chicago - Columbus |